# Cantonul L'Isle-sur-le-Doubs
Cantonul L'Isle-sur-le-Doubs este un canton din arondismentul Montbéliard, departamentul Doubs, regiunea Franche-Comté, Franța.

## Comune
- Accolans
- Appenans
- Arcey
- Blussangeaux
- Blussans
- Bournois
- Étrappe
- Faimbe
- Gémonval
- Geney
- Hyémondans
- L'Isle-sur-le-Doubs (reședință)
- Lanthenans
- Longevelle-sur-Doubs
- Mancenans
- Marvelise
- Médière
- Montenois
- Onans
- La Prétière
- Rang
- Saint-Maurice-Colombier
- Sourans
- Soye